# Unión Bautista de Gran Bretaña
La Unión Bautista de Gran Bretaña (en inglés: Baptist Union of Great Britain) es una asociación cristiana evangélica de iglesias bautistas que tiene su sede en Didcot, Gran Bretaña. Ella está afiliada a la Alianza Bautista Mundial y Churches Together in England.

## Historia

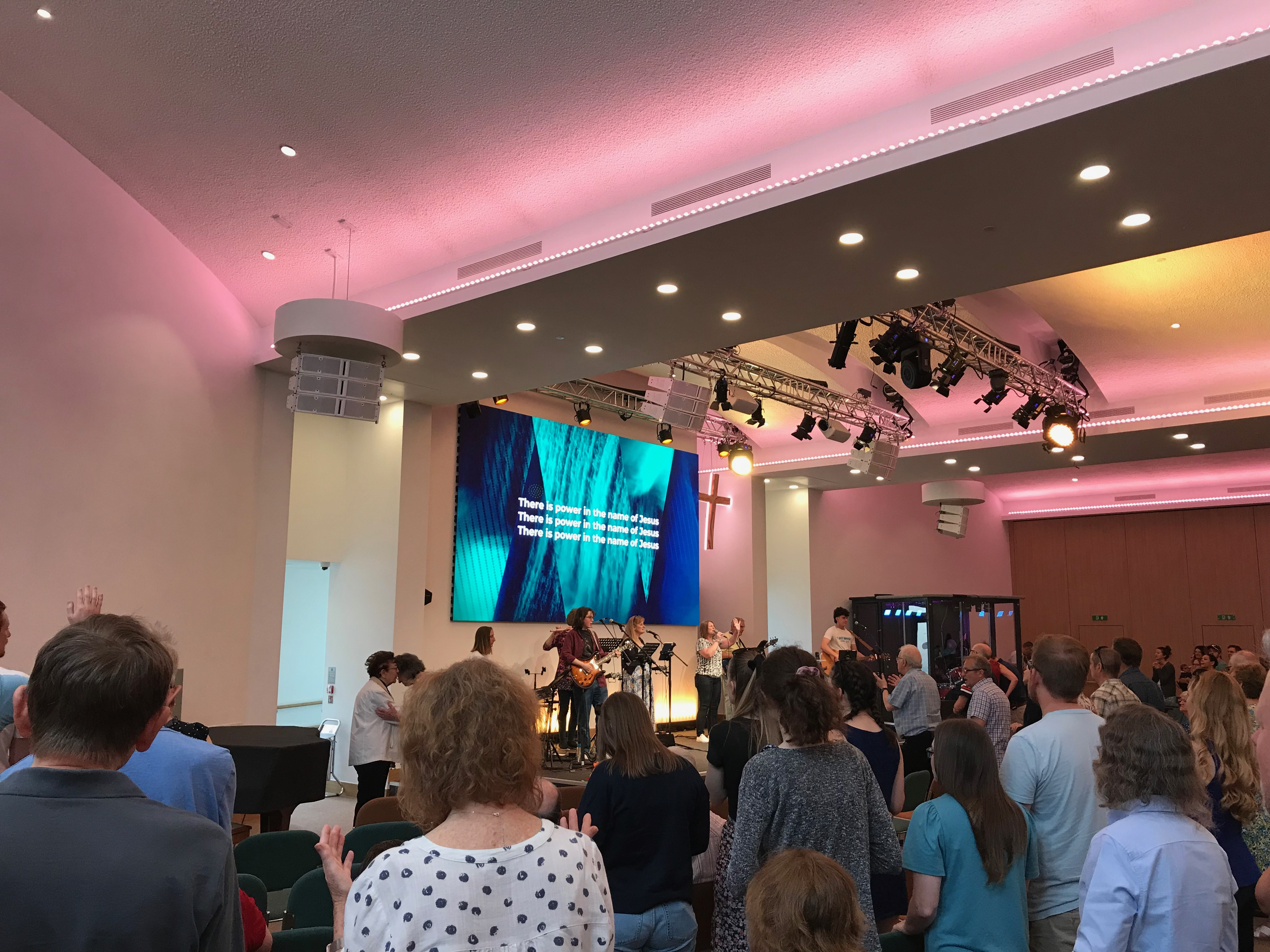
Servicio en la Iglesia Bautista de Gold Hill, cerca de Londres.

La Unión fue fundada por 45 iglesias bautistas reformadas en 1813 en Londres. En 1832, se reorganizó para incluir a la Asociación Bautista General New Connection (iglesias bautistas generales) como socio. En 1891, las dos asociaciones se fusionaron para formar una sola organización. En 1856, Charles Spurgeon fundó el Pastors College (rebautizado como Spurgeon's College en 1923) en Londres para capacitar a los pastores de la unión. En 1922, Edith Gates se convirtió en la primera  mujer ordenada pastora en la Convención. Según un censo de la asociación, en 2023 dijo que tenía 1,897 iglesias y 99,475 miembros.

## Organización misionera
La Unión es un socio de Misión Mundial de BMS, una organización  misionera.

## Escuelas

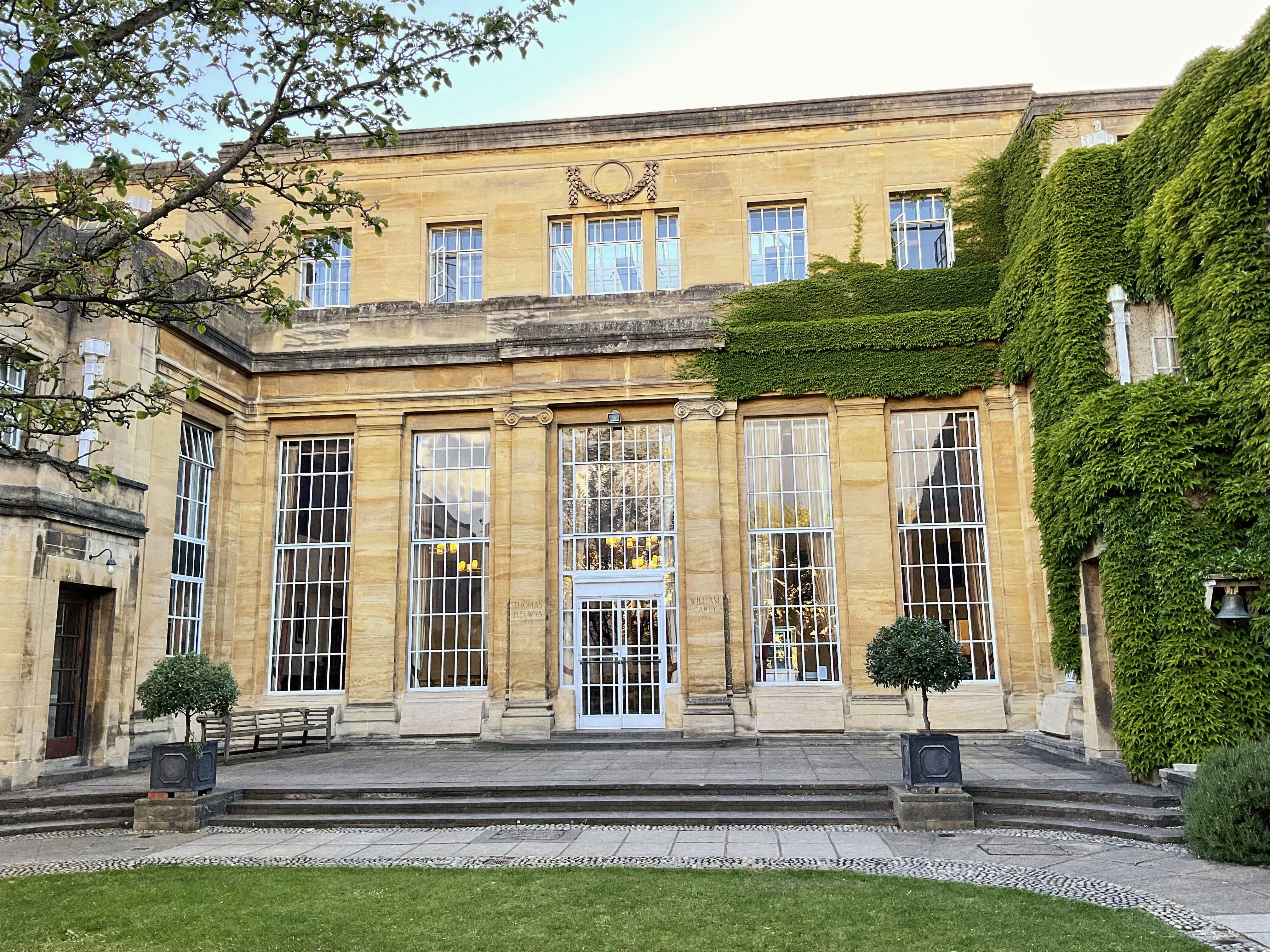
Colegio Regent's Park en Oxford.

La Unión es socia de 4 seminarios teológicos, a saber, Colegio Bautista de Gales del Sur, Colegio Bautista del Norte, Colegio Bautista de Bristol y Colegio Spurgeon, y un colegio universitario, Colegio Regent's Park.